# テオデリンダ
テオデリンダまたはテオドリンダ （イタリア語: Teodelinda, Teodolinda, 570年頃 - 628年）は、バイエルン公ガリバルト1世の娘。ランゴバルド王妃。

## 生涯
588年、ランゴバルド王アウタリに嫁いだ。彼が590年に死去すると、次の夫を選ぶことを認められたテオデリンダは、591年にトリノ公アギルルフを次のランゴバルド王に選び再婚した。ニカイア派キリスト教の熱心な信者だったテオデリンダは、この信仰をイタリアに復活させるためアリウス派と争った。
アギルルフがニカイア派に改宗すると、彼女はロンバルディアやトスカーナに数々の教会を建てた。その中には、モンツァ大聖堂やフィレンツェの最初の洗礼堂であるサン・ジョヴァンニ洗礼堂がある。これらはいずれも、洗礼者ヨハネに捧げられたものである。
モンツァ大聖堂に保管されている宝物として有名なロンバルディアの鉄王冠は、彼女の時代から言及されるようになる。1444年、グレゴリオ・ザヴァッタリがモンツァ大聖堂内のテオデリンダ聖堂に、テオデリンダと鉄王冠の関係を物語るフレスコ画を描いている。